# Gornja Bresnica
Gornja Bresnica (cyr. Горња Бресница) – wieś w Serbii, w okręgu toplickim, w mieście Prokuplje. W 2011 roku liczyła 158 mieszkańców.